# Франсуа Бурботт
Франсуа Бурботт (фр. François Bourbotte, 24 лютого 1913, Луазон-су-Лан — 15 грудня 1972) — французький футболіст, що грав на позиції захисника. По завершенні ігрової кар'єри — тренер.
Виступав, зокрема, за клуби «Фів» та «Лілль», а також національну збірну Франції, у складі якої був учасником чемпіонату світу 1938 року.

## Клубна кар'єра
У дорослому футболі дебютував 1935 року виступами за команду клубу «Фів», в якій провів дев'ять сезонів. 1944 року команда об'єдналась з клубом «Олімпік» (Лілль), утворивши нову команду «Лілль», за яку Франсуа відіграв ще 3 сезони, вигравши за цей час чемпіонат Франції та двічі Кубок Франції. Завершив професійну кар'єру футболіста виступами за команду «Лілль» у 1947 році.

## Виступи за збірну
21 лютого 1937 року дебютував в офіційних матчах у складі національної збірної Франції в товариському матчі проти збірної Бельгії (1:3). Наступного року у складі збірної був учасником чемпіонату світу 1938 року у Франції, але на поле не турнірі так і не вийшов.
Всього протягом кар'єри у національній команді, яка тривала 6 років, провів у формі головної команди країни 17 матчів, усі товариські.

## Кар'єра тренера
Розпочав тренерську кар'єру невдовзі по завершенні кар'єри гравця, 1950 року, очоливши тренерський штаб клубу «Булонь», де працював до 1956 року.
Помер 15 грудня 1972 року на 60-му році життя.

## Титули і досягнення
- Чемпіон Франції (1):

«Лілль»: 1945–46
- Володар Кубка Франції (2):

«Лілль»: 1945–46, 1946–47